# Федосята (Кировская область)
Федося́та — деревня в Белохолуницком районе Кировской области. Входит в состав Белохолуницкого городского поселения.

## География
Деревня находится на северо-востоке центральной части Кировской области, в юго-западной части Белохолуницкого района, на расстоянии 3 км к северо-западу от города Белая Холуница, административного центра района. Абсолютная высота — 151 м над уровнем моря.

## Население
| 2010 |
| ---- |
| 481  |

### Половой состав
По данным переписи 2010 года, численность населения деревни составляла 481 человек (мужчины — 238, женщины — 243).

## Улицы
| - ул. Дорожная, - ул. Луговая, - ул. Молодёжная, | - ул. Новая, - ул. Полевая, - ул. Подгорная, | - ул. Салтыкова, - ул. Советская, - ул. Солнечная. |

## Инфраструктура
В деревне функционируют библиотека, начальная общеобразовательная школа, лесхозкооператив, а также почтовое отделение.

## Известные жители
- Салтыков, Аркадий Алексеевич (1914—1991) — советский военнослужащий, старшина, Полный кавалер ордена Славы.